# Lagebedingter Erstickungstod

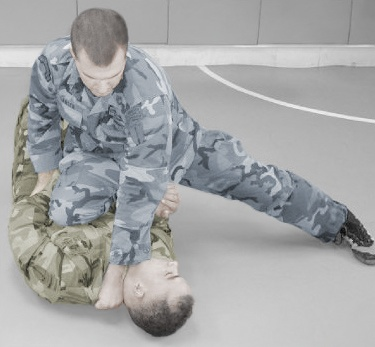
Durch die Platzierung des Knies auf dem Brustkorb kann die Atmung unmöglich gemacht werden

Der lagebedingte Erstickungstod ist eine zum Tode führende Form der Asphyxie, die auftritt, wenn sich eine Person in einer Körperhaltung befindet, die sie bei der Atmung behindert. Man nennt dieses Phänomen auch Positional Asphyxia Syndrome, kurz PAS.
Diese Art der Erstickung spielt in verschiedenen Situationen eine Rolle:
- Personen sterben am lagebedingten Erstickungstod, weil sie sich selbst in eine Lage gebracht haben, die die Atmung behindert, aus der sie sich nicht mehr befreien können. Dies kann aufgrund von Unachtsamkeit oder wegen eines Unfalls sein.
- Auch gewaltsam herbeigeführte Asphyxie, z. B. durch die Folter- und Tötungstechnik Burking spielt eine Rolle.
- Kleine Kinder unter zwei Jahren haben ein erhöhtes Risiko, am lagebedingten Erstickungstod zu sterben.
- Eine Anzahl von Personen stirbt, während sie von der Polizei, von Vollzugsbediensteten oder von Pflegepersonal gefesselt worden sind (Gewahrsamstod). Der lagebedingte Erstickungstod könnte einer der Faktoren in einigen dieser Fälle sein. Möglicherweise ist eine Person, die mit dem Gesicht nach unten gefesselt ist, stärker beim Atmen behindert, als wenn sie mit dem Gesicht nach oben liegt. Fast alle Personen, die während der Fesselung starben, haben sich über längere Zeit erheblich gegen die Fesseln gewehrt.

Beim lagebedingten Erstickungstod spielen körperliche Positionierung, Sauerstoffdefizit aufgrund unterschiedlichster Faktoren, Belastungen des Brustkorbs und andere Faktoren eine Rolle. Weitere Faktoren, die das Todesrisiko erhöhen, sind Übergewicht, Herz- oder Atemerkrankungen und Drogenmissbrauch.